# Alexej Kručonych
Alexej Jelisejevič Kručonych (Алексе́й Елисе́евич Кручёных; 9. únorajul./ 21. února 1886greg., Chersonská gubernie – 17. června 1968 Moskva) byl ruský spisovatel, vůdčí představitel tzv. stříbrného věku.
Vystudoval Oděskou výtvarnou školu a pracoval jako novinář, od roku 1910 byl členem literární skupiny Gileja. Patřil k předním představitelům kubofuturismu, jako první začal ve svých básních experimentovat se zaumným jazykem, o němž napsal teoretickou práci Slovo jako takové. Proslulý je jeho programový text Dyr bul ščyr. 
Byl jedním z autorů almanachu Políček obecnému vkusu (1912) a spolu s Michailem Maťušinem, Kazimirem Malevičem a Velemirem Chlebnikovem napsal operu Vítězství nad Sluncem (1913).
První světovou válku strávil v Tbilisi, po revoluci se připojil ke skupině LEF. Proslul také jako významný sběratel bibliofilií. Za stalinismu nemohl publikovat, jako jediný ze současníků však toto období přežil a v padesátých letech výrazně ovlivnil mladou generaci avantgardních umělců.
Jeho manželkou byla malířka Olga Rozanovová.